# پداسو
پداسو (به ایتالیایی: Pedaso) یک کومونه در ایتالیا است که در استان فرمو واقع شده‌است.

## خصوصیات
پداسو ۳٫۶ کیلومترمربع مساحت و ۲٬۰۹۳ نفر جمعیت دارد و ۵ متر بالاتر از سطح دریا واقع شده‌است.